# Norberto Alonso

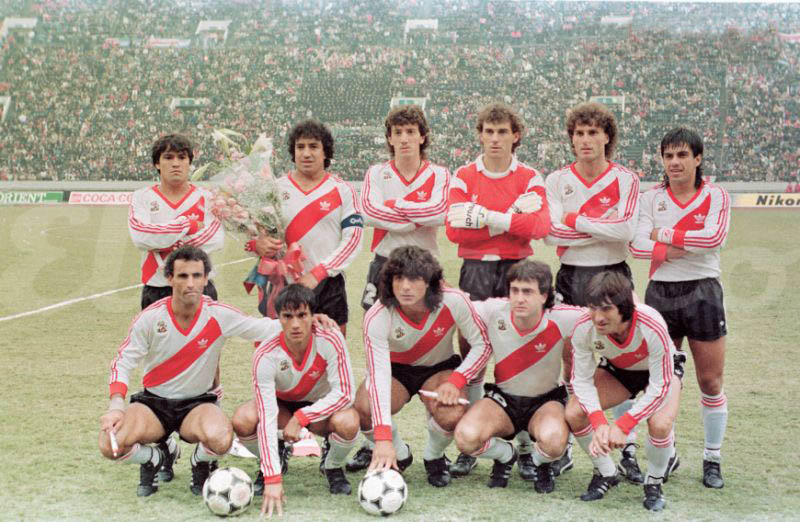
A equipe do River Plate que conquistou Copa Intercontinental de 1986. Alonso é o segundo agachado, da direita para a esquerda

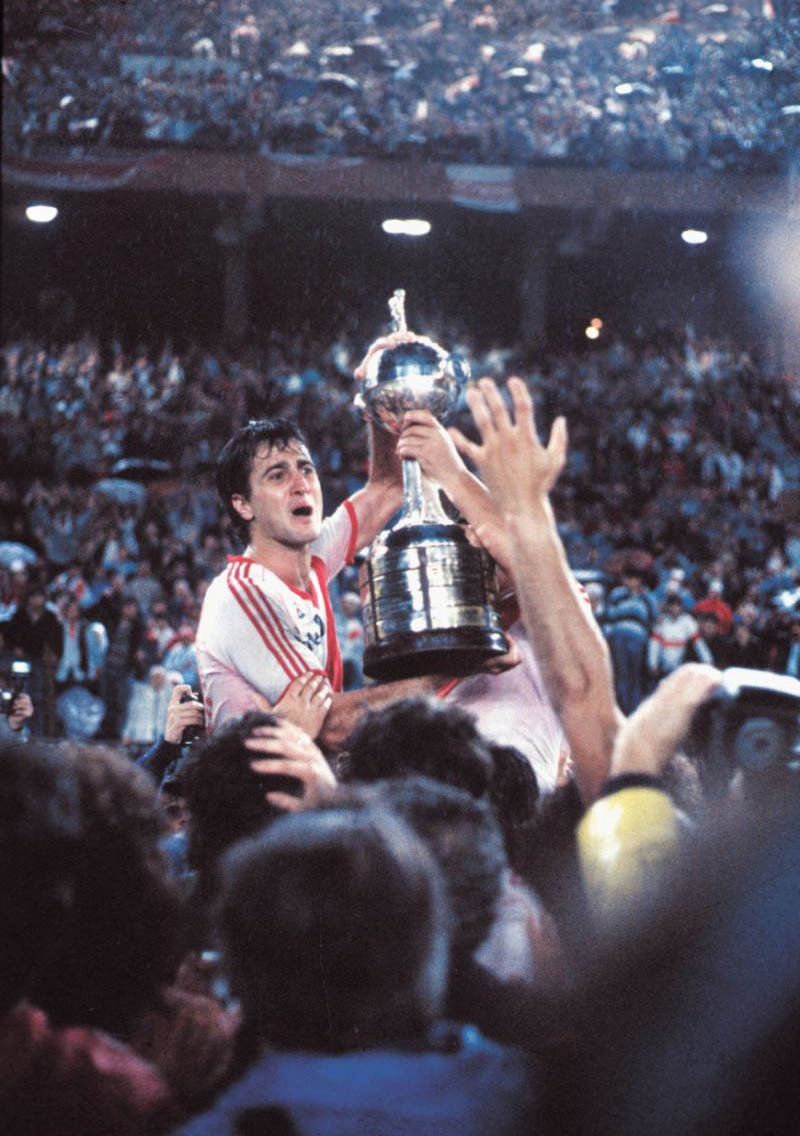
Alonso levanta a taça da Copa Libertadores da América de 1986 conquistada pelo.

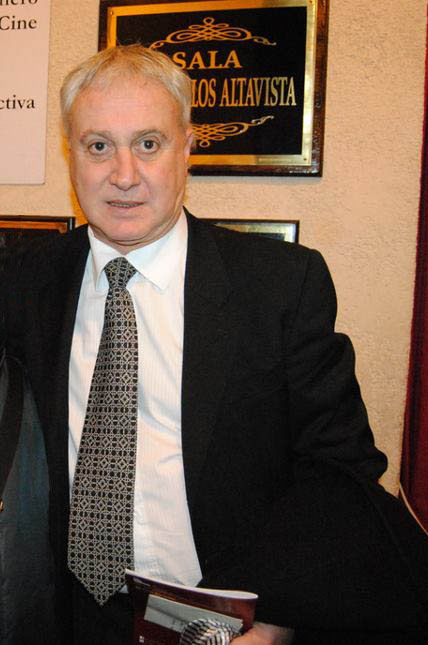
Alonso em 2012

Norberto Osvaldo Alonso (4 de janeiro de 1953), mais conhecido como Norberto Alonso ou Beto Alonso, é um ex-futebolista argentino. Também chamado "Pelé Branco" no início de sua carreira devido a sua considerável habilidade de dribles e fintas que se assemelhavam às do brasileiro Pelé, e considerado um dos meias-atacantes mais talentosos do futebol argentino.

## Carreira
Começou sua carreira em 1970 no River Plate, clube onde conquistou todos os seus títulos. Foi campeão do mundo pela seleção de seu país na Copa do Mundo FIFA de 1978 e da Copa Intercontinental con River Plate em 1986 Alonso anotou 186 gols en 534 jogos oficiais e foi reconhecido em várias temporadas com um dos melhores jogadores sul-americanos no mundo durante os anos 1970.[carece de fontes?]

## Títulos

### Internacionais
Seleção Argentina
- Copa do Mundo: 1978

River Plate
- Copa Intercontinental: 1986
- Copa Libertadores da América: 1986

### Nacionais
River Plate
- Campeonato Argentino: 1975 (metropolitano e nacional), 1979 (metropolitano e nacional), 1980 (metropolitano), 1981 (nacional), 1985-1986 (nacional)